# Raul Maldonado
Raúl Horacio Maldonado (* 11. März 1975 in Córdoba) ist ein ehemaliger argentinischer Fußballspieler.

## Karriere
Maldonado begann seine Karriere 1995 beim Zweitligisten Instituto. 1998/99 feierte er mit dem Verein die Zweitligameisterschaft und den Aufstieg in die erste Liga. 2000 wurde er an japanischen Yokohama F. Marinos ausgeliehen und 2001 an CA Belgrano. 2000 wurde er mit Yokohama Vizemeister der J1 League. Am Ende der Saison 2001/02 stieg der Verein in die zweite Liga ab. 2003 wechselte er zu CA Tiro Federal und CA Tiro Federal. 2004 wechselte er zum bolivianischen Erstligisten Club Blooming. Danach spielte er bei CA Argentino, Independiente Rivadavia, Gimnasia y Esgrima und Alumni de Villa María. 2011 beendete er seine Karriere als Fußballspieler.